# Kvarteret Tjärboden

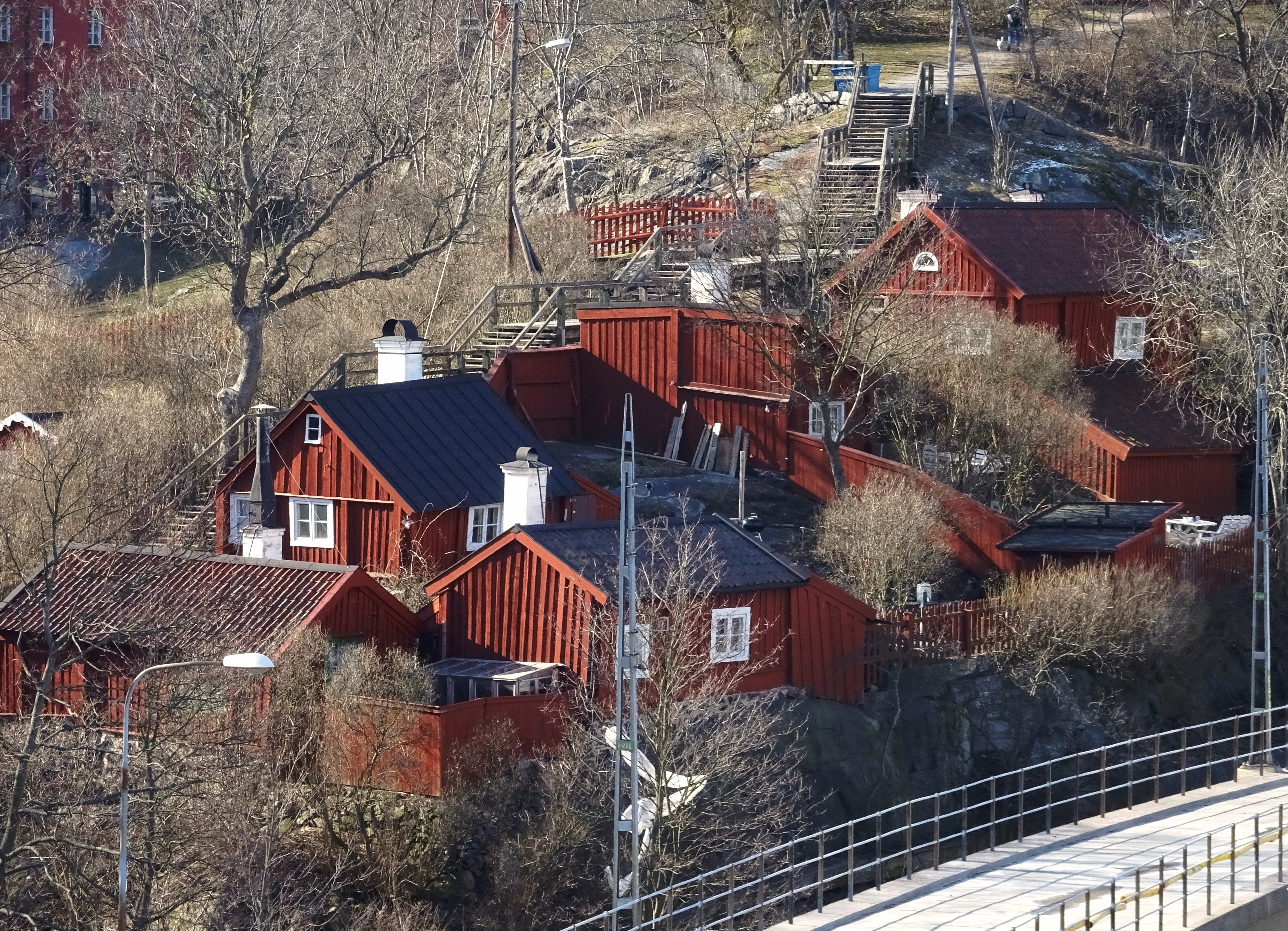
Kvastmakartrappans röda stugor sedda från Fåfängan, 2019.

Kvarteret Tjärboden (tidigare Tjärhovet mindre 8 och 9) ligger på nordöstra Södermalm i Stockholm och utgör en del av kulturreservatet Åsöberget. Kvarteret gränser till Kvastmakartrappan och består av en enda fastighet (Tjärboden 1) som är bebyggd med fem kulturhistoriskt värdefulla trähus från 1700-talets början. Husen har enligt Stadsmuseet i Stockholm ett betydande byggnadshistoriskt och socialhistoriskt intresse och utgör de en omistlig del av Stockholms bebyggelsehistoria. Fastigheten ägs och förvaltas av AB Stadsholmen. Husen är blåmärkta av Stadsmuseet, vilket innebär "att bebyggelsen bedöms ha synnerligen höga kulturhistoriska värden".

## Historia för 1900

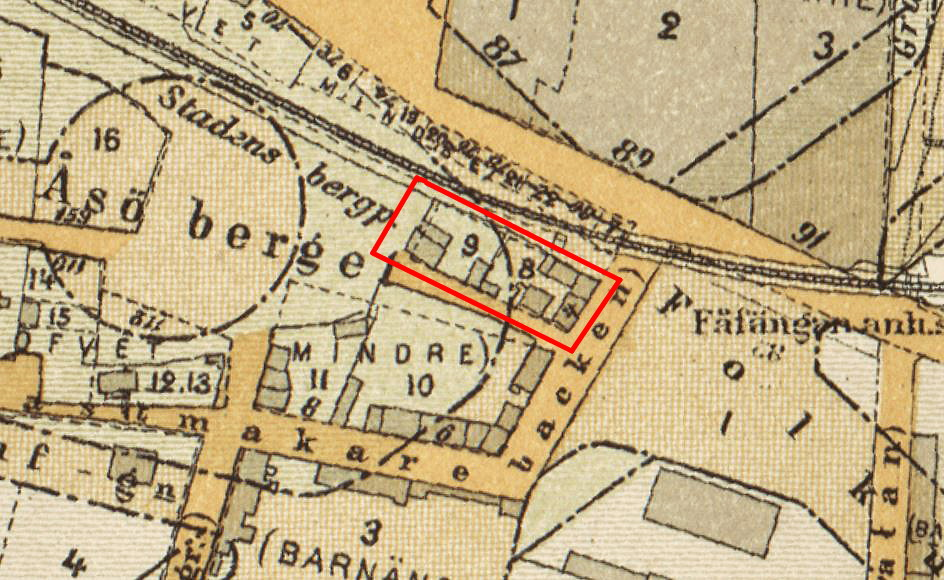
Tjärhovet mindre 8 och 9, 1899.

Kvarteret Tjärboden påminner, tillsammans med kvarteren Tjärväktaren, Tjärkokaren, Tjärhovet mindre och större, om tjärhanteringen på Tjärhovet vid Södra varvet, beläget nere vid Tegelviken. 1674 ägdes kvarteret enligt Johan Olofsson Holms tomtbok av hökaren Johan Mattsson. Asienresenären och författaren Nils Mattsson Kiöping var hyresgäst här med sin familj 1676.
Detta bergiga område på Åsöberget med sin oländiga terräng var utan större värde för Stockholms stad. I början av 1700-talet uppläts ytterligare mark i närheten för bostadsbebyggelse mot en relativt låg årsavgift. En av dessa nybyggare var tunnbindaren vid Tjärhovet, Carsten Söderberg, som i en skrivelse till Ämbets- och Byggningskollegiet hade begärt "att få intaga och hägna in en lite bergig ödeplats på Södermalm...". Det fick han och 1754 fastställdes ett årligt tomtöre till 12 öre silvermynt för tomtens "avlägsenhet och idel bergaktighet skull". 
Tjärhovet mindre och större finns redan inritade på Petrus Tillaeus karta från 1733 medan Tjärboden, Tjärväktaren och Tjärkokaren bildades 1986 efter att nuvarande stadsplan fastställdes. Fastigheten Tjärboden 1 motsvarar det tidigare Tjärhovet mindre 8 och 9.

## 1900-talet
Bebyggelsen härrör från slutet av 1600- och början av 1700-talet och förvärvades av Stockholms stad kring sekelskiftet 1900. Meningen var att riva husen och skapa plats för omfattande gaturegleringar som hade sitt ursprung i Lindhagenplanen. Just här skulle Ringvägen ha sitt östra slut och kopplas ihop med Folkungagatan och en förlängd Stadsgårdshamnen. Så blev inte fallet, mycket tack vare politikern Anna Lindhagen, dotter till Albert Lindhagen,  regleringsplanens upphovsman. Redan på 1910-talet började hon verka för ett bevarande av några äldre stockholmsmiljöer. Först 1956 och 1963 beslöt dåvarande stadsfullmäktige att ”godkänna förslag om ordnande av kulturreservat på bland annat Åsöberget”. I oktober 1984 godkändes även gällande stadsplan (Pl 5835) där kvarteret Tjärboden tillsammans med flera andra områden på Åsöberget blev Q-märkta som "kulturhistoriskt värdefull bebyggelse".

## Bebyggelsen

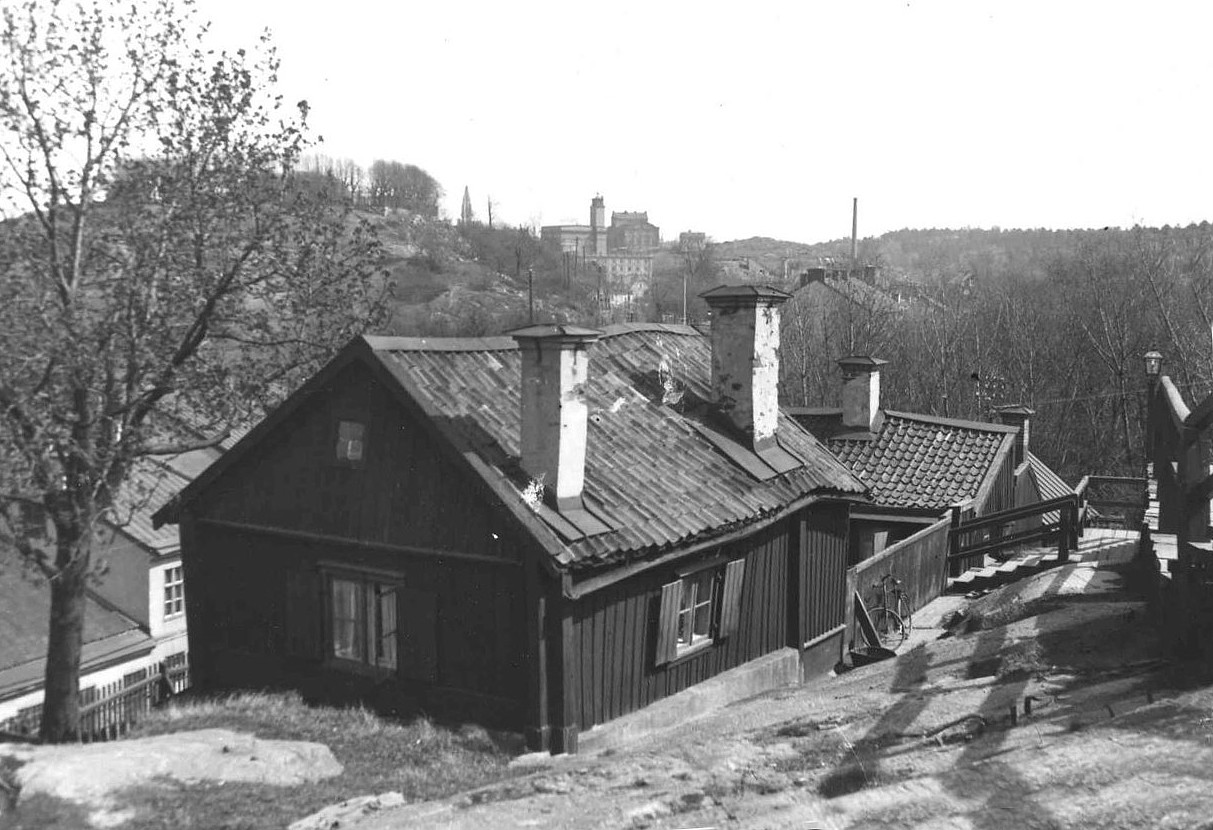
Kvastmakartrappan på 1920-talet.

De fem rödmålade stugorna som klättrar uppför Åsöberget längs med Kvastmakartrappans norra sida är några av de bäst bevarade exemplen på en äldre bostadsbebyggelse för fattiga arbetarfamiljer i Stockholm. Flera liknade historiska områden på Södermalm renoverades och moderniserades till dagens gällande bostadsstandard på 1960- till 1980-talen. 
Tjärbodens byggnader renoverades utvändigt på 1980-talet men invändigt först i början av 2000-talet. Man avstod då från moderniseringar i form av indraget vatten och avlopp samt invändiga toaletter. Nya utedass och vattenpumpar anordnades istället utomhus. Även de ursprungliga planlösningar bibehölls. Det finns inga moderna kök och badrum. Man bevarade det mesta av den äldre byggnadskonstruktionen och snickeriinredningen. 
Restaureringen utfördes så tidstrogen som möjligt, exempelvis uppsattes nytryckta, specialbeställda tapeter med 1920-talsmönster,  gamla inredningssnickerier sparades och målades med linoljefärg och de flesta rum fick nya såpskurade trägolv. Arbetet utfördes med traditionella metoder och material och i samarbete med Stadsmuseet i Stockholm. Finansieringen skedde med hjälp av statliga bidrag för kulturhistoriskt värdefull bebyggelse. Husen uppfyller dock inte kraven för permanenta bostäder och får bara nyttjas som ”ateljé”.

## Nutida bilder

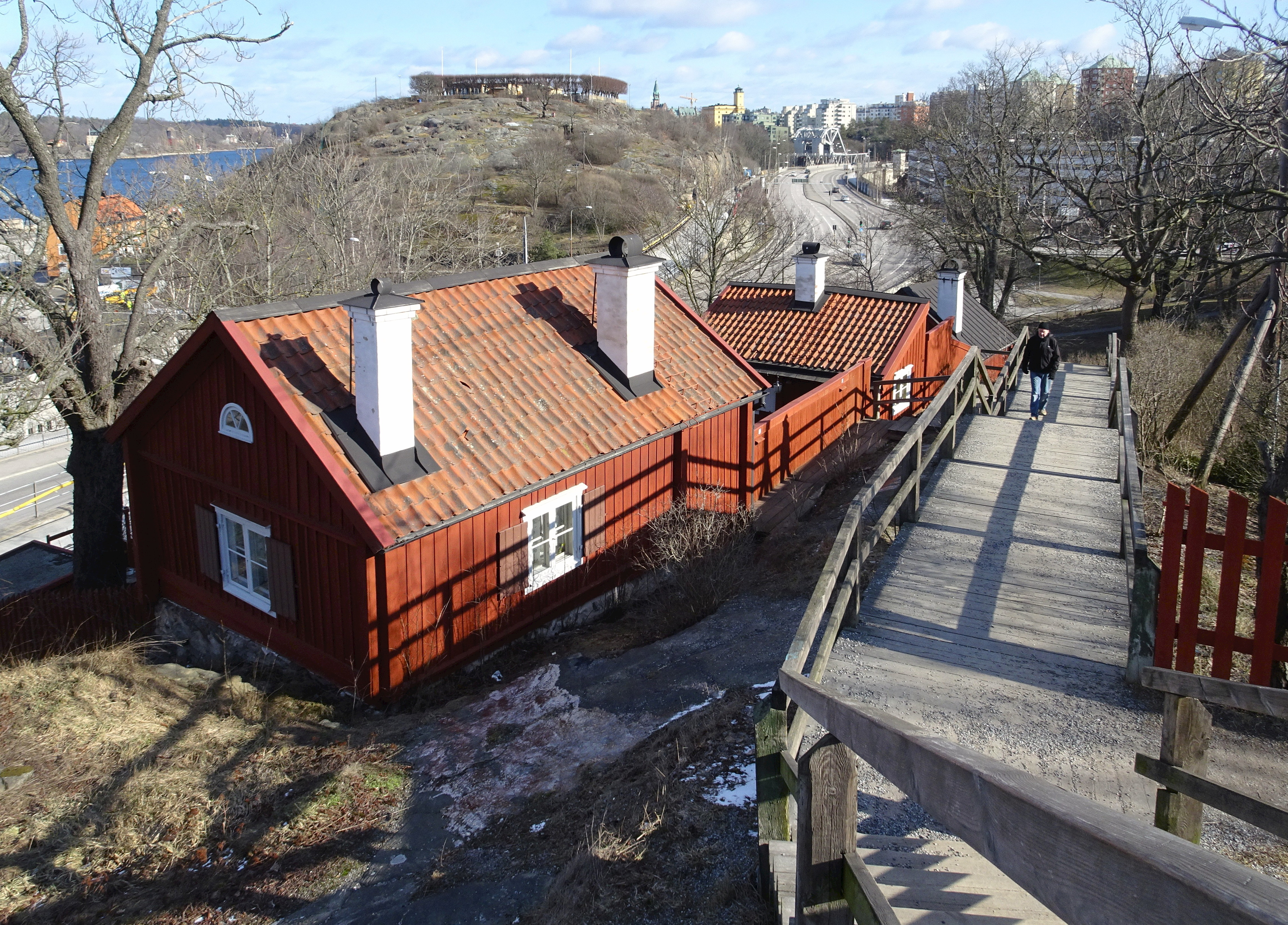
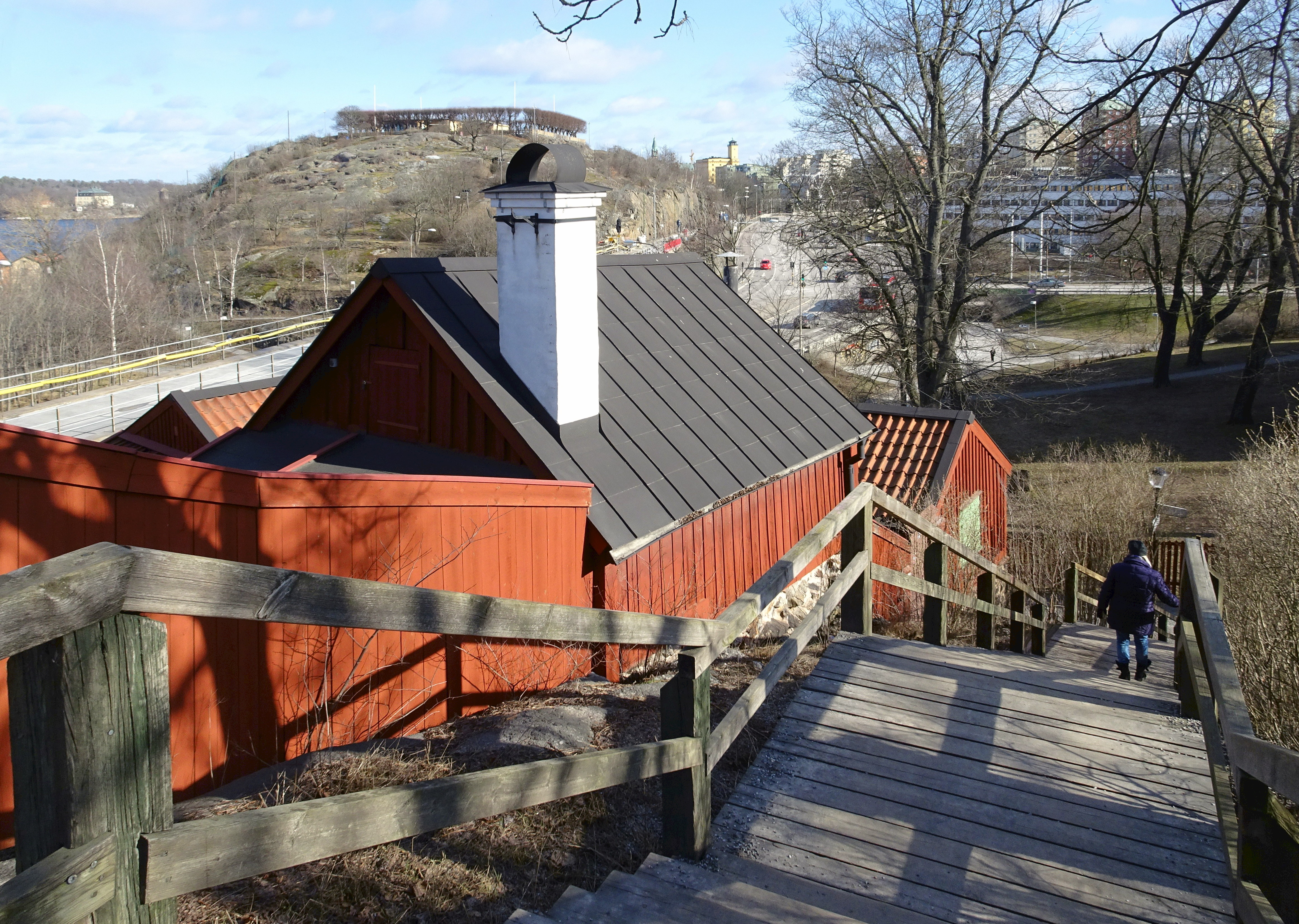
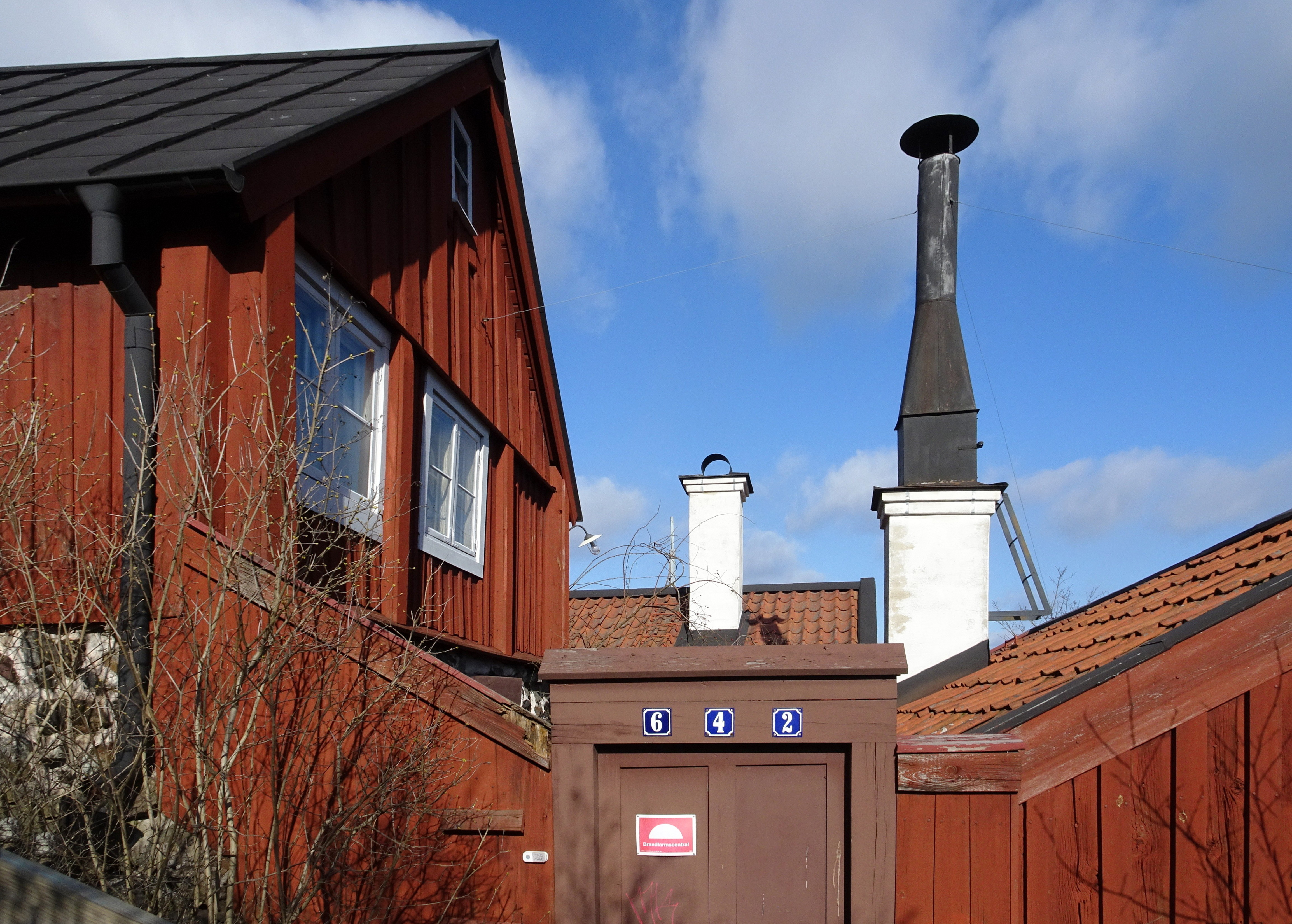
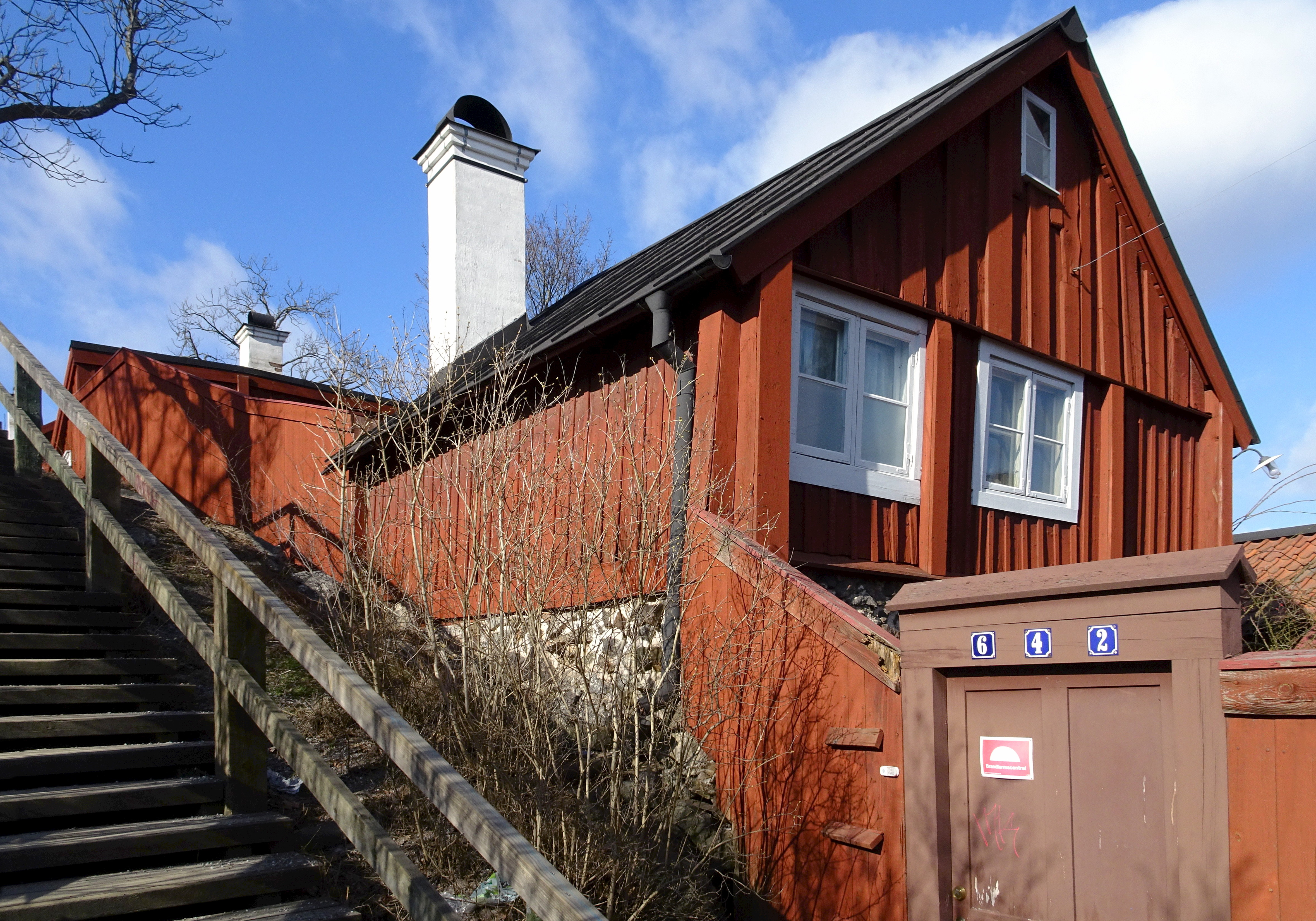
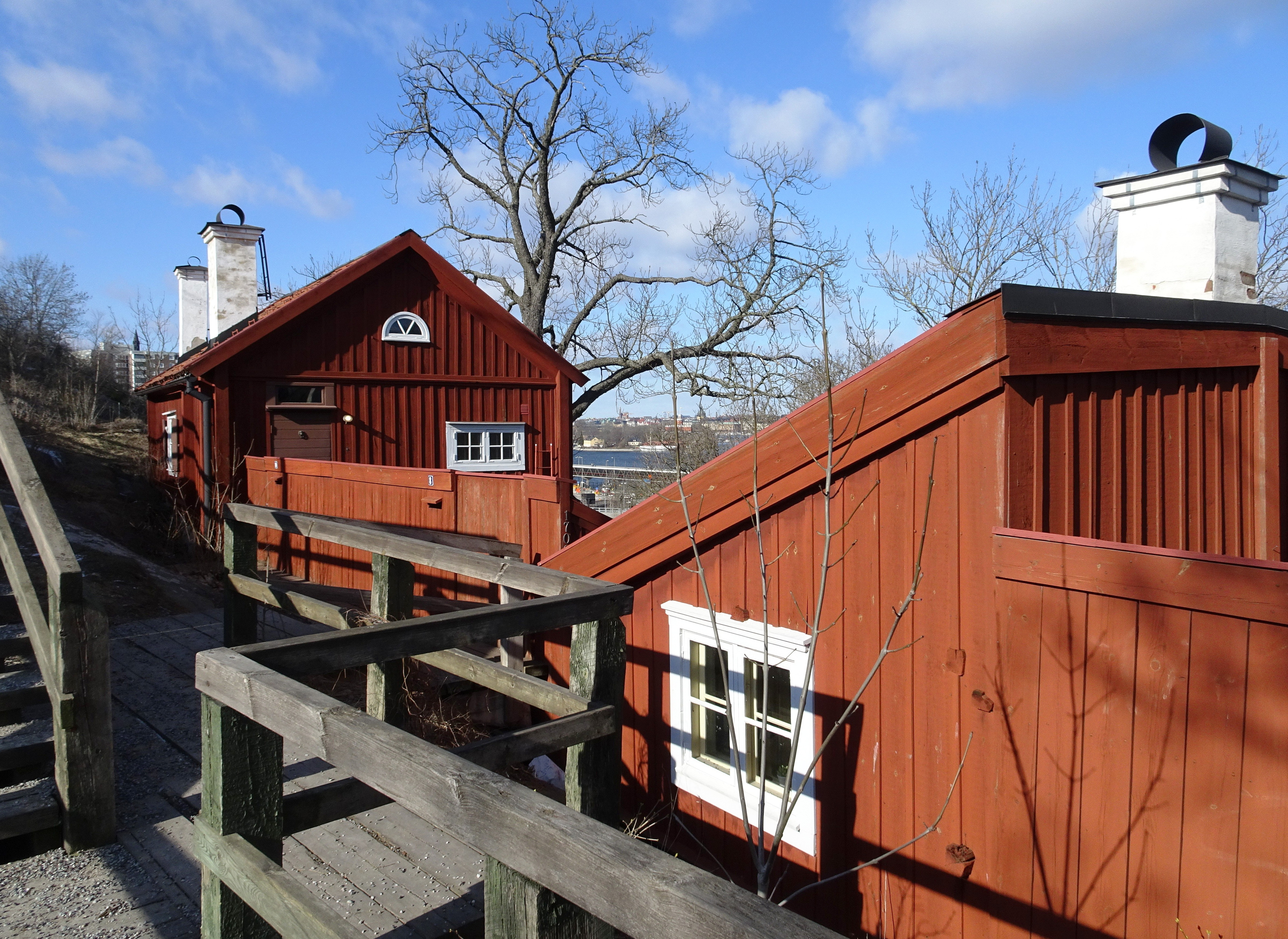